# 新潟県立高田工業高等学校
新潟県立高田工業高等学校（にいがたけんりつ たかだこうぎょうこうとうがっこう、英: Niigata Prefectural Takada  Technical High School）は、かつて新潟県上越市本城町にあった県立の工業高等学校。
2003年（平成15年）に新潟県立直江津工業高等学校と統合して新潟県立上越総合技術高等学校（当校所在地に設立）となり、2005年（平成17年）3月末に閉校した。

## 沿革
- 1916年（大正5年）5月 - 新潟県高田市立商工学校として開校。
- 1921年（大正11年）5月 - 県立移管を目的に校舎を新築（現新潟県立高田南城高等学校）
- 1925年（大正15年）4月 - 新潟県立高田商工学校に改称。
- 1948年（昭和23年）4月1日 - 学制改革により、新潟県立高田工業高等学校に改称。
- 2003年（平成15年）4月1日 - 新潟県立直江津工業高等学校と新潟県立高田工業高等学校が統合して、新潟県立上越総合技術高等学校となる。
- 2005年（平成17年）3月31日 - 閉校。

## 所在地
〒943-8503 新潟県上越市本城町3-1